# Marcin Nawrot
Marcin Nawrot (ur. 20 grudnia 1953 w Warszawie) – polski historyk, urzędnik i dyplomata w stopniu ambasadora tytularnego, ambasador RP w Azerbejdżanie (2001–2005) i Irlandii (2010–2014).

## Życiorys
Studiował matematykę stosowana i fizykę techniczną oraz elektronikę na Politechnice Warszawskiej (1973–1979), a także, w latach 1980–1985, na Wydziale Historycznym Uniwersytetu Warszawskiego, uzyskując tytuł magistra historii. Po ukończeniu studiów historycznych otrzymał stypendium na Wayne State University w Detroit (1989–1990), gdzie zajmował się stosunkami dyplomatycznymi radziecko-amerykańskimi pod koniec II wojny światowej. W okresie PRL pracował m.in. w Elektrociepłowni Siekierki oraz jako lektor i przewodnik niewidomych. W latach 1980–1983 działacz samorządu studenckiego Uniwersytetu Warszawskiego (1982–1983 przewodniczący Zarządu Samorządu Studentów UW). W latach 1983–1989 był współredaktorem pisma „ABC” poświęconego krajom Europy Środkowo-Wschodniej.
W 1990 rozpoczął pracę w strukturach rządowych, początkowo w Ministerstwie Obrony Narodowej jako zastępca szefa służb prasowo-informacyjnych, a w 1991 w Ministerstwie Spraw Zagranicznych, na stanowisku wicedyrektora Departamentu Prasy i Informacji. W 1995 został radcą w Stałym Przedstawicielstwie RP przy ONZ w Nowym Jorku. Po powrocie z placówki był starszym radcą ministra w Departamencie Europy Środkowej i Południowej. W 2001 został mianowany ambasadorem nadzwyczajnego i pełnomocnego w Republice Azerbejdżanu. W 2005 wrócił do centrali MSZ. Pełnił obowiązki m.in. dyrektora Departamentu Narodów Zjednoczonych i Praw Człowieka w MSZ (2006–2007 i 2008–2010). Od 2010 do 2014 był ambasadorem RP w Irlandii, po powrocie do Centrali w latach 2014–2016 był dyrektorem Centrum Operacyjnego. W latach 2016–2022, do chwili przejścia na emeryturę w lutym 2022 r. był  wykładowcą oraz naczelnikiem wydziału w Akademii Dyplomatycznej MSZ, kierownikiem aplikacji dyplomatyczno-konsularnej. Wykłada m.in. w KSAP oraz Uniwersytecie Śląskim.
Odznaczony odznaką honorową „Zasłużony dla kultury polskiej” za działalność w wydawnictwach niezależnych. W 2012 otrzymał ministerialną Nagrodę im. Mariusza Kazany dla kierownika placówki „za szczególną troskę o zachowanie wysokich standardów estetycznych kierowanej placówki zagranicznej”. Zna biegle język angielski i rosyjski.